# Rio Cisse
Localizado na França, o Rio Cisse é um dos principais afluentes do Rio Liger (Loire). Este último, por sua vez, possui uma extensão de 1.013 Km e sua nascente é considerada em ‘Ardèche’, no mont ‘Gerbier-de-Jonc’ no ‘Massif Central’ (Maciço Central).
Da nascente até a foz, o rio Cisse faz um percurso total de 81 km, atravessando, nos departamentos de Indre-et-Loire e Loir-et-Cher, as comunas de: 
- Pontijou (comuna de Maves)
- Averdon
- Saint-Bohaire
- Saint-Lubin-en-Vergonnois
- Molineuf
- Chambon-sur-Cisse
- Coulanges
- Chouzy-sur-Cisse
- Onzain
- Monteaux
- Cangey
- Limeray
- Pocé-sur-Cisse
- Nazelles-Négron
- Noizay
- Vouvray